# 楯の会
楯の会（旧字体：楯の會、たてのかい）とは、間接侵略に備えるための民間防衛組織として三島由紀夫が結成した組織。前身組織名は「祖国防衛隊」（Japan National Guard）で、日本の文化と伝統を「剣」で死守する有志市民の戦士共同体として組織された。
前身の「祖国防衛隊」は、基幹産業の企業構成員1万人規模の民間防衛組織を目指し、その幹部となる民間将校団「中核体」100名を養成していたが、防衛隊構想の軌道修正と共に、この「中核体」の隊員が「楯の会」の構成員として移行した。会員資格は、1か月以上の自衛隊体験入隊で軍事訓練を脱落せず終了した者で、おもに民族派の学生を中心として構成され、10人以下1単位の「班」員として活動した。
「楯の会」の名称は、万葉集防人歌の「今日よりは 顧みなくて 大君の 醜の御楯と 出で立つ我は」（詠み人：今奉部與曾布〈いままつりべのよそふ〉）と、江戸末期の歌人・橘曙覧の「大皇の 醜の御楯と いふ物は 如此る物ぞと 進め真前に」の2首に由来する。

## 経過

### 1966年・1967年（昭和41年・42年）

#### 論争ジャーナルと日学同
1966年（昭和41年）、中国の文化大革命や全共闘運動などが活発化していたこの年、間接侵略に対処できる民兵組織の必要性を考えていた三島由紀夫は自衛隊体験入隊希望し、10月頃から防衛庁に打診するが断られ、毎日新聞社常務の狩野近雄に仲介を依頼し、防衛庁事務次官・三輪良雄や元陸将・藤原岩市などと接触し口利きを求め続けていた。
そんな三島の元に、民族派雑誌『論争ジャーナル』の創刊準備をしている青年の話を小沢開策から聞いた林房雄の紹介で、12月19日に同誌編集部の万代潔（平泉澄の門人で明治学院大学卒）が訪ねて来た。万代を気に入った三島は、同誌を中心とする民族派学生たちと親交を結ぶようになる。
1967年（昭和42年）1月5日に、万代潔を副編集長、中辻和彦（平泉澄門人で明治学院大学卒）を編集長とする月刊雑誌『論争ジャーナル』が創刊され、三島は無償で同誌に寄稿することを約束し、2人は3日に1度の割で三島を訪ねた。『論争ジャーナル』というタイトルは、当時の左翼学生が必ず読んでいた『朝日ジャーナル』に対抗したものだった。
1月27日には、同じく平泉澄の門人で『論争ジャーナル』のスタッフをしている持丸博（早稲田大学生）も三島宅を訪問し、自身の所属する「日本学生同盟」（日学同）が2月に創刊する機関紙『日本学生新聞』への寄稿を依頼し、三島は快諾した。2月7日の『日本学生新聞』創刊号には発行を祝う以下の三島の寄稿文が掲載された。
やっと防衛庁から自衛隊体験入隊許可を得た三島は、本名の「平岡公威」として4月12日から 5月27日、単身で46日間体験入隊した。久留米の陸上自衛隊幹部候補生学校、陸上自衛隊富士学校に赴き、山中踏破、山中湖露営などを体験後、富士学校幹部上級課程（AOC）に属し、レンジャー課程を終え、習志野第一空挺団に移動し、基礎訓練（降下訓練を除く）を体験した。
論争ジャーナル組、日学同の学生たちも自衛隊体験入隊を希望する中、三島は民兵組織の立ち上げを本格的に企図し、持丸博を通じて日学同の付属組織「早稲田大学国防部」（4月に結成）からの選抜協力を要請した。こうして、論争ジャーナル組、日学同と三島の三者関係が出来上がっていった。

#### 「祖国防衛隊」構想
6月19日、六本木の喫茶店「ヴィクトリア」で、早稲田大学国防部の代表幹部と三島の会見が行われ、森田必勝（早大教育学部、日学同）と三島は初めて顔を合わせた。この会合で早大国防部の自衛隊体験入隊の日程と場所が決まった。
同年7月2日から1週間、早大国防部の森田必勝、阿部勉（早大法学部）、伊藤好雄（早大政経学部）、宮崎正弘（早大教育学部）、斉藤英俊（早大教育学部）、山本之聞（早大政経学部）、松村久義、持丸博ら13名が北海道の自衛隊北恵庭駐屯地で体験入隊を行なった。
6月から後楽園の日本空手協会道場に入門した三島は、7月から中山正敏の師事のもと空手の稽古を始めた。8月には国土防衛隊中核体となる青年を養成する具体的計画を固め、9月9日に、陸上自衛隊の重松恵三と面談した。
三島は、間接侵略の過程において基幹産業の侵蝕と破壊が企てられるであろうことを危惧し、国土防衛の重要な一環である電源防衛、企業防衛の自覚を促すため、民族資本の協力を仰ぎながら民兵組織の中核体将校となる100人を養成するため、春と夏の年2回、学生を自衛隊に体験入隊させる計画をした
イギリス、スウェーデン、ノルウェー、スイス、フランス、中国の民兵制度の長所と短所を調べた上で、日本の実状に照らし合わせて比較検討した総勢1万人規模の民兵組織を三島は構想した。
11月、三島は論争ジャーナルのメンバーと共に民兵組織「祖国防衛隊」（Japan National Guard）の試案を討議し、「祖国防衛隊」構想パンフレットを作成し始めた。12月5日、三島は航空自衛隊百里基地からF-104戦闘機に試乗した。
出来上がった「祖国防衛隊」構想パンフレットを同僚の平原1佐を介して、元上司の藤原岩市から渡された陸上自衛隊調査学校情報教育課長・山本舜勝1佐が興味を示した。12月末に、藤原の仲介で山本1佐と三島と会食し、「祖国防衛隊」構想に弾みがついていった。三島は山本1佐と会ってひどく興奮し、「あの人は都市ゲリラの専門家だ。俺たちの組織にうってつけの人物じゃないか。おまえも一緒に会おう」と持丸博に言ったという。
この頃、「祖国防衛隊」構想に全面的に賛同する論争ジャーナル組と、その「急進主義的色彩」と三島私兵的なイメージに難色を示す日学同（斉藤英俊、宮崎正弘ら）との間に亀裂が生じ始め、持丸博、伊藤好雄、宮沢徹甫、阿部勉らが日学同を除籍となって、論争ジャーナル組に完全に合流した。持丸は三島と共に、雑誌『論争ジャーナル』の副編集長となった。
持丸、伊藤、阿部らは、日学同と近しい「日本文化研究会」（日文研）という会にも属していた。この会は以前、「日出会」と名乗り、「日文研」の後は「政治・思想研究会」という名称を経て、9月に新たに「尚史会」として発足させた。「尚史会」には早大政経学部を中心に、勝又武校、金森俊之、金子弘道、倉持清、小杉伸市郎、下山芳行、福田俊作、佐原文東、藤井雅紹、椎木理、仲山徳隆（東京外語大学）などがいた。

### 1968年（昭和43年）

#### 1期生の誕生
1968年（昭和43年）2月25日、三島由紀夫、中辻和彦、万代潔、持丸博、伊藤好雄、阿部勉、宮沢徹甫ら11名は、銀座8丁目4-2の小鍛冶ビルの育誠社内の論争ジャーナル事務所において血盟状を作成した。三島が、「誓 昭和四十三年二月二十五日 我等ハ 大和男児ノ矜リトスル 武士ノ心ヲ以テ 皇国ノ礎トナラン事ヲ誓フ」と墨で大書した後、各人が小指を剃刀で切って集めた血で署名し、三島は本名で“平岡公威”と記した。
血盟状が出来ると三島は、「血書しても紙は吹けば飛ぶようなものだ。しかし、ここで約束したことは永遠に生きる。みんなでこの血を呑みほそう」と、先ず自分が呑もうとしながら、「おい、この中で病気のある奴は手をあげろ」と皆を大笑いさせ、全員で呑み合った。血には固まらないように塩を入れていた
3月1日から30日までの1か月、上記の血盟状の論争ジャーナル組と、新たに持丸博が集めた学生を三島が引率する自衛隊体験入隊が陸上自衛隊富士学校滝ヶ原駐屯地において行われた。この第1回は約20数名入隊となったが、直前に中央大学の5名がスト解除で参加できなくなり、持丸は日学同の矢野潤（早大大学院生）に代員の応援を求めた。
これに応じて日学同の森田必勝、山本之聞、石津恭輔、大石晃嗣、武井宗行の5名が急遽入隊することになった。森田は、春休みの帰省中にスキーで右足を骨折して治療中だったため、1週間遅れで参加した。
入隊者は先ず100メートル走、ソフトボールによる遠投、懸垂、走り幅跳び、50メートルの土嚢運搬、1500メートル走などを行ない、「体力測定認定書」を発行され、銃剣道初段の試験もあった。そして朝6時起床、夜21時就寝の日課の中、突然夜中の3時に非常呼集される場合もあり、ハイポートで御殿場駅まで往復6キロの坂道を走った。
駐屯地に到着した翌日、骨折した右足を引きずりながら懸命に非常呼集訓練に頑張る森田必勝の姿に、三島は感心し注目した。3月下旬には、レンジャー式コンパス行進（一昼夜）や、指揮動作・教官動作訓練の集大成となる35キロの行軍が富士のすそ野で行われた。
3月30日、体験入隊が無事終了した離隊の日、主任教官や自衛隊員と「男の涙」の別れをした学生一行は貸し切りバスで大田区南馬込の三島邸に向い、慰労会の夕食（中華料理とビール）に招かれた。三島は映画『からっ風野郎』の主題歌を歌い、森田は布施明の『恋』を歌った。最後の閉めには学生全員が『ドレミのうた』を替え歌に合唱して三島を冷やかし、大笑いしたという。
この第1回の体験入隊を終えた1期生は、中辻和彦、万代潔、持丸博、伊藤好雄、阿部勉、篠原裕、宮沢徹甫、金子弘道、倉持清、森田必勝、山本之聞、石津恭輔、大石晃嗣、武井宗行、伊藤邦典（神奈川大学）、原昭弘（東京外語大学）などとなった。森田は三島への礼状に、「先生のためには、いつでも自分は命を捨てます」と速達で書き送り、それに対し三島は、「どんな美辞麗句をならべた礼状よりも、あのひとことには参った」と森田に告げた。
「祖国防衛隊」構想に政財界の協力を得るため、与良ヱに相談していた三島は、同月から持丸博を通じ、桜田武（日本経営者団体連盟代表常任理事）らと接触し、初面談を持った。しかし、なかなか承諾を得られず、自衛隊関係者から三輪良雄を通じて説得をすることをアドバイスされていた。
4月14日、論争ジャーナル組の1期生11名は、三島邸で体験入隊の「体力測定書」や銃剣道初段の免状を隊長・三島から授与された後、一同マイクロバスで青梅市の愛宕神社まで参拝に赴いた。これは隊の制服（ドゴールの制服担当デザイナー・五十嵐九十九による）の完成を祝したもので、満開の桜吹雪の下、一同12名が並んで記念写真を撮った。
同月中旬、三島は桜田武、三輪良雄、藤原岩市と四者面談を持った。桜田は前回より理解を示して、民兵組織を「体験入隊同好会」という無難な名称にするように指示し、中核体の隊員のみを無名称で置いて「祖国防衛隊」の任務とすることで合意した。
4月29日、三島は祖国防衛隊の隊員たちを披露するため、高輪プリンスホテルに村松剛1人を招いて昼食会を開いた。制服に着替えた約10名の隊員が金屏風の背後から次々と登場して整列し、三島が作詞した隊歌を合唱した後、隊長の三島をからかう『ドレミのうた』の替え歌を合唱した。三島の顔は喜悦に満ちて幸福そうだったという。
この頃、1期生たちは、夏の体験入隊の2期生を集めるためにそれぞれ知り合いの仲間を探し、早稲田大学の校内には、「体験入隊募集」の看板が設置されるなど広く人材を求め、応募してきた学生を持丸が一次面接試験し、合格した者はその後に三島と面会するシステムであった。

#### 2期生の誕生
5月から、目黒区内の旅館で山本舜勝1佐による祖国防衛隊の中核体要員への集中講義、訓練支援が開始され、対ゲリラ戦略のための基礎事項を学び、27日には北朝鮮工作員と思しき遺体が秋田県能代市の浜浅内に漂流した「能代事件」（1963年4月）も扱われた。山本1佐は、部下に命じて講義後の三島を尾行させ、喫茶店で学生らと講義の感想などを雑談する会話内容を盗聴し、次回の講義でそれを示して、三島らに常に警戒心を持つように指導した。
地域研究、街頭訓練を重ね、6月1日には、市中で対ゲリラ戦略の総合演習として、変装、尾行、張り込み、潜入の実地訓練を、新宿東口を出発点としてチーム対抗で行なった。三島は労務者に成りすまして尾行任務をこなし、夜中に山谷の玉姫公園までたどり着いた。終了後、回向院隣りの養老乃滝で反省会を行なった。
7月24日、第2回の体験入隊者の壮行会を兼ね、空手家の中山正敏らを招いて、市ヶ谷会館で1期生との合同の会合（昼食会）を開いた。これを機に毎月1回の例会が行われるようになった。
7月25日から8月23日まで、第2回の体験入隊が陸上自衛隊富士学校滝ヶ原駐屯地で行われ、33名（うち1期生5名）が参加した。この時に生長の家関連の全国学生協議会の伊藤邦典の紹介で同会の小賀正義（神奈川大学工学部）と古賀浩靖（神奈川大学法学部）が参加し、2期生となった。他の2期生は、堀田典郷（皇學館大学卒）、小野寺彰（早稲田大学）、下山芳行（早稲田大学政経学部）などがいた。
一方、桜田武（日経連）からの支援協力が結局は中途半端な形でバカにされ、最終的に桜田は、「君、私兵など作ってはいかんよ」と三島に300万円の投げ銭をした。三島のプライドはひどく傷つき、それ以降、民兵組織を全て自費で賄うことにした。

#### 「楯の会」へ
祖国防衛隊は組織規模を縮小せざるを得なくなり、隊の名称を万葉集防人歌と、歌人・橘曙覧の2首の中に出てくる「大皇の醜の御楯」にちなんで「楯の会」と変え、中核体のみの少数精鋭部隊となった。
当初は金子弘道（1期生）の提案による「御楯会（みたてかい）」も候補に上がったが、漢字だけだと固いイメージがあり、日本語の柔らかい助詞「の」を入れた方がいいと三島が進言し討議の結果、「楯の会」と決定された。
10月5日、虎ノ門の国立教育会館での例会で、各人オーダーメイドの制服が2期生らにも配られた。隊長・三島と初代学生長・持丸博、会員約50名が制服姿で整列し、「楯の会」の正式結成式が密かに行われた。この秋から主要会員約10名が中山正敏の指導で空手の稽古を始めた。
10月21日の国際反戦デーの日、三島と楯の会会員は、山本1佐と陸上自衛隊調査学校の学生らと共に、新左翼デモ（新宿騒乱）の状況を把握するため、火炎瓶や石が飛び交うデモ隊の中に潜入して組織リーダーが誰かなどを調査した。
新左翼の激しい暴動を鎮圧する自衛隊治安出動を期待した三島は、その時に楯の会も斬り込み隊として先んじて加勢し、それに乗じた自衛隊国軍化・憲法9条改正を超法規的に認めさせて実現する計画を構想し始めた。
騒乱の続く夜、赤坂の拠点に会員たちを集結させた三島は、この日の総括と決断を山本1佐に願い出た。まさに今こそ決起行動に出るべきと主張し詰め寄る会員もいたが、まだ治安出動はないと見込んだ山本1佐は演習会の解散を進言した。落胆した三島は会員たちを国立劇場へ移動させていった。楯の会会員たちは、すでに日本が間接侵略状態にあると考えていた。午前0時過ぎ、警視庁は暴徒に騒乱罪を適用した。
この頃、会員を広く募集するため、雑誌『平凡パンチ』のグラビアに三島と会員たちの制服姿の写真が掲載された。写真撮影は旧古河庭園で行われ、V字型に整列するなど、様々なポーズのグラビアが掲載された。11月30日には、銀座の三笠会館での例会の後、パレードも行なった。
三島は楯の会の本質を隠すために、わざと軽い雑誌社を誘導してファッション・漫画的に扱われるようにし、各新聞にもカリカチュアライズした形で楯の会が報道されるように仕向けていた。『平凡パンチ』の発売翌日から電話の応募が殺到し、中には60代の老人が、「前の戦争ではお役に立てなかったが、何かお役に立つことをしたい」と運転手か炊事係で応募してきたという。持丸博は約50人と面接したが、その半数は不合格となった。
12月1日、三島は赤坂の乃木会館で、小賀正義（2期生）や古賀浩靖（2期生）の所属する東京都学生自治体連絡協議会・関東学生自治体連絡協議会主催の会合に出席し、『日本の歴史と文化と伝統に立つて』という講演をした。
12月21日から4日間、品川の常盤軒ビルで山本1佐による遊撃戦概説、図上演習の遊撃戦闘一般要領、遊撃戦運用、遊撃戦闘要領の講義が、三島を含めた楯の会約40名に行われた。講義の休憩中、森田必勝（1期生）から、「日本でいちばん悪い奴は誰でしょう？　誰を殺せば日本のためにもっともいいのでしょうか？」と訊ねられた山本1佐は、「死ぬ覚悟がなければ人は殺せない。私にはまだ真の敵が見えていない」と答えた。
12月の年末、三島邸に楯の会の主要会員と山本1佐らが集まり、1年間の反省会と翌年への構想が討議され、楯の会と綜合警備保障株式会社や猟友会との連携計画が模索された。やがて話題が間接侵略対処、治安出動などに及び、「あなたは一体いつ起つのか」という意図で三島に問われた山本1佐が、暴徒が皇居に乱入して天皇が侮辱された時が、治安出動の際だという主旨で答えると、「その時は、あなたのもとで、中隊長をやらせてもらいます」と三島が哄笑した。
三島は、山本1佐など旧陸軍関係者や政府高官との接触を通じ、治安出動の可能性の感触を得て、楯の会会員と共に起つクーデター計画を構想していた。

### 1969年（昭和44年）

#### 3期生の誕生
1969年（昭和44年）1月18日から19日と東大安田講堂事件が起きた。翌年の第二次安保改定（70年安保）に向けて、全共闘と機動隊との攻防戦が全国各地で広まり緊張を増す中、楯の会と山本舜勝1佐は自衛隊治安出動に備えて分析を続けていた。
2月1日、論争ジャーナル組（楯の会）と日学同との架け橋役であった森田必勝が、論争ジャーナル組側に完全に傾き、仲間の小川正洋（明治学院大学法学部）、田中健一（亜細亜大学法学部）、野田隆史（麻布獣医科大学）、鶴見友昭（早稲田大学）、西尾俊一（国士舘大学）と共に日学同を脱退した。
この6名は田中健一の下宿先である新宿区十二社（西新宿4丁目）にあるアパート小林荘8号室をたまり場にしていたため「十二社グループ」と呼ばれ、テロルも辞さない一匹狼の集団であった。日学同の宮崎正弘は追随者を出さぬよう森田ら6名の日学同脱退を除籍処分とし、除籍理由を「共産主義に魂を売り渡したため」と『日本学生新聞』に書いた。
2月15日に謄写版の楯の会機関誌『楯』創刊号（限定100部）が発刊され、三島は隊長として以下のような文を寄せた。
2月19日から23日まで板橋区の松月院で合宿し、山本1佐の指揮の下、三島を含めた楯の会28名の特別訓練が行われた。厳寒の中、暖房もない吹きっさらしの本堂で、夜は寝袋、食事は持参の缶詰の生活での講義や座禅修業、朝霞基地の周辺視察・潜入実習という過酷な教育訓練だった。
3月1日から29日まで、第3回の体験入隊が陸上自衛隊富士学校滝ヶ原駐屯地で行われ、27名が参加した。この第3回体験入隊で、小川正洋、鶴見友昭、田中健一の「十二社グループ」、福田俊作、勝又武校、金森俊之、藤井雅紹、仲山徳隆の「尚史会」、川戸志津夫（社会人）、村上健夫（京都大学工学部）、細郷輝久、牧野隆彦、柳川一彦、栗原智仁などが3期生となった。これで楯の会会員は全70名となった。
これと並行し、3月9日から15日には、体験入隊経験者（会員）を対象とする上級者向けのリフレッシャーコース（Refresher Course）の訓練も行われ、24名が参加した。「玩具の兵隊さん」と世間から呼ばれていた楯の会の実態は、自衛隊の将校も驚くほど精鋭されていった。リフレッシャーコースは、3・6・9・11月の年4回行われるようになった。
イギリス人の記者・ヘンリー・スコット＝ストークスがこの第3回の体験入隊を取材し、ロンドンの『ザ・タイムズ』に記事掲載した。4月13日には、ストークスの記事を読んだロンドンのテムズ・テレビが、市ヶ谷会館での楯の会4月例会の取材に来て、訓練の様子を撮影した。
4月16日から、毎週水曜日の空手の稽古後の午後3時から5時まで、銀座の画廊「月光荘」の地下1階にある会員限定高級クラブ「サロン・ド・クレール」で、三島と会員たちが自由に談話できる場を設けた。「サロン・ド・クレール」は中村曜子（中村紘子の母親）が経営する店で、政財界の著名人が多く会員となっていた
4月28日の沖縄デーの日、三島と山本1佐は、新左翼全学連のゲリラ活動や激しい渦巻きデモを視察した。中核派などに破防法が適用されて965人が逮捕された。視察の後、三島は山本1佐を皇居に面する国立劇場に連れて行き、エレベーターで舞台下の奈落を案内しながら、「奈落は、私の信頼する友人が管理しています。いつでもお使い下さい」と言った。
この頃、山本1佐指導の訓練はさらに強化されていたが、三島は山本1佐との訓練とは別に、自身の主宰する劇団「浪曼劇場」の建物を拠点として楯の会の独自訓練も展開していた。三島は生活時間の大半を楯の会の訓練に没入していた。

#### 「決死隊」編成
5月から三島は、幹部級の7、8名に居合を習わせ始め、板橋警察署の道場や皇宮警察の済寧館で稽古を行ない始めた。班長クラスの精鋭会員9名（持丸博、森田必勝、倉持清、福田俊作、福田敏夫、勝又武校、原昭弘、小川正洋、小賀正義）それぞれに日本刀を渡し、斬り込み可能の「決死隊」を作っていた。
5月11日、港区愛宕の青松寺（三島の祖父・平岡定太郎の菩提寺）境内の精進料理・醍醐において、三島と山本1佐とそれに連なる自衛隊幹部が会食した。三島は新左翼の解放区闘争や国防問題の情勢を分析し、全共闘との討論会でも「私の行動は非合法の決闘だ」と決意を示した。この会合の時、三島はボーガンの訓練をする適切な場所はないか訊ね、幹部の1人が八王子市のサマーランドを提案した。
5月13日、東大教養学部教室で開催された全共闘との討論会に三島が招かれ、新左翼学生らと激論を交わした。この際、警視庁から警護の申し出を三島は断り、楯の会の同行者もいらないと腹巻に短刀と鉄扇を忍ばせ単身で赴いたが、持丸、森田ら10人は、三島には内緒で会場に潜伏し、前から2列目に並んだ。
5月23日、千代田区神田小川町の浪曼劇場で山本1佐指導の楯の会全会員の特別訓練が開始され、この日は講義が行われた。24日と25日は新宿地区での対抗訓練で、街頭連絡、尾行、貼り込みと、変電所、ガスタンク、浄水場など10か所ほどの大がかりな候察訓練が行われ、26日は報告会となった。
この頃の班長は、第1班が庄司晃通、第2班が持丸博、第3班が原昭弘、第4班が小野寺彰、第5班が阿部勉、第6班が伊藤好雄であった。なお、5月18日に市ヶ谷会館で行われた5月例会には、三島の恩師の清水文雄が参加した。
6月9日、楯の会は新宿で独自のPR作戦を行なった。熱い陽ざしの下、冬の制服の会員たちは2、3人ずつに分かれて、森田必勝が指揮を取って紀伊國屋書店前から歌舞伎町方面に散開して、通行人に楯の会のパンフレットを配ったり、意識調査のアンケートを取ったりした。
この時、山本1佐が部下に命じて密かに会員の行動を探っていたが、森田たちが汗をたらしながら街頭でPR活動を繰り広げる中、持丸博の一派は歩道に腰を下したまま、冷ややかな目で眺めているだけだったという。この頃から次第に楯の会の内部で、長期的民防運動を目指す一派と、治安出動を予期して積極的直接行動を目指す一派との対立が生じ始めていた。
パレードの準備訓練という地味な定例行事や、元自衛官OB会員のリーダーシップに対する不満、警備保障会社との連携構想に基づく高速道路のアルバイト勤務に対する疑問など、楯の会の行動が具体化するにつれ、不平不満の形で内部の対立意識が表面化してきた。持丸は時々、山本1佐など自衛隊将校に対する三島の度の過ぎた信頼感を諌めることもあった。
6月22日、日本武道館で行われた第12回全国空手道選手権大会に、三島と楯の会会員が参列して観戦した。毎週1回の空手の稽古は希望者だけ参加していた。
6月下旬、三島と山本1佐と5名の自衛官が山の上ホテルのレストランの個室で会食した。三島は、楯の会の皇居死守の具体的な実行動の計画について話し、「すでに決死隊を作っている」と山本1佐に決断を迫ったが、山本1佐は、「まず白兵戦の訓練をして、その日に備えるべきだ。それも自ら突入するのではなく、暴徒乱入を阻止するために」と制して賛同しなかった。
三島は義憤を押え、総理官邸での演習計画も提案するが、自衛隊に批判的なマスコミの目を恐れた山本1佐はそれを拒否した。7月、山本1佐が陸上自衛隊調査学校副校長に昇格し、次第に楯の会の指導協力に費やす時間がなくなっていった。

#### 4期生の誕生、持丸の退会
7月26日から8月23日まで、第4回の体験入隊が陸上自衛隊富士学校滝ヶ原駐屯地で行われた。この回を三島や持丸博と共に引率したのは森田必勝であった。小隊戦闘訓練を行なった20日の夜、営舎で関河真克（同志社大学）が横笛で『蘭陵王』を吹いた。
終了日の8月23日に御殿場の旅館で行われた慰労会では、この時にちょうど映画『富士山頂』の撮影で御殿場に来ていた石原裕次郎と渡哲也が招かれた。三島は2人が来る前に、「サインを求めたりしないこと。軍人として接するように」と会員たちに指示した。
この第4回体験入隊で、野田隆史、西尾俊一、倉田賢司の「十二社グループ（政治結社「祖国防衛隊」）」、佐原文東、椎木理の「尚史会」、田村司（神奈川大学）、向井敏純（神奈川大学）の生長の家系、井上豊夫（上智大学法学部）、関河真克などが4期生となった。これで楯の会会員は全80名となった。
しかしこの頃、楯の会の主要古参会員の中辻和彦、万代潔らと三島との間の齟齬が大きく表面化し、三島の意に反して、金銭感覚や女性関係がルーズだった中辻が財政難の『論争ジャーナル』の資金源を田中清玄に求めたことが決定的な亀裂となり、8月下旬に中辻、万代ら数名の1期生が楯の会を退会した。
楯の会の全員の旅費や滞在費、食費や雑費、制服代などの費用はすべて、三島が賄っていたが、田中清玄が「自分は三島と楯の会のパトロンである」と財界で吹聴していたことが三島の耳に入り、楯の会の名誉を重んじる三島の怒りを買った。三島はルーズな中辻に、「きみは雑誌なんかやめて、リュックサックを背負って田舎に帰れ」と面罵したという。
持丸はちょうどその頃、会の事務を手伝っていた恋人の松浦芳子との結婚を決め、2人揃っての正式報告を受けた三島もそれを喜び、大きな桜の花びらを浮ばせたお茶で驚かせ祝福していた。中辻と親しかった持丸は、三島と中辻のどちらの側に付くか迷ったあげく、『論争ジャーナル』の副編集長の活動と楯の会の活動の両方を辞めることに決めた。
三島は、全幅の信頼を置いていた司令塔の持丸だけは辞めさせる気は全くなく、彼が辞めるとも思っていなかったため、「楯の会の仕事に専念してくれれば生活を保証する」と何度も説得して引き留めたが、帝国警備保障での役員の就職を決めていた持丸はそれを辞退した。
三島は、わが子に裏切られた父親のように落胆し、一時は楯の会の解散を口にするほどだった。持丸は外部から楯の会を手伝うということになり、三島はそれを渋々ながらも諒承したが、大事な右腕だった持丸を失った悲嘆と困惑は深く、山本1佐に、「男はやっぱり女によって変わるんですねえ」と悲しみと怒りの声でしんみり言ったという。
9月14日、市ヶ谷会館で行われた9月例会で、新たな班編成がなされ、木曜日に班長会議を行うことになった。パレード行進練習も夏頃から朝霞基地で行っていた。10月上旬、三島は鎌倉の川端康成宅を訪問し、11月予定の楯の会一周年記念式典での祝辞挨拶を依頼するも断られ、意気消沈した。

#### 森田必勝の学生長
10月12日、楯の会の10月例会で持丸博（初代学生長）が正式退会の挨拶をし、持丸の代わりに森田必勝が楯の会の学生長に任命された。論争ジャーナル編集部内に置いていた楯の会事務所も、森田が寄宿している十二社のアパートの住所に移転した。この頃、全学連が三島邸のアポロン像を爆破すると脅して来ることもあった。
10月21日の国際反戦デーの日、昨年と同じく三島と楯の会会員は、左翼デモ（10.21国際反戦デー闘争）の状況を確認し、数名の会員は三島宅に設置した大きな無線通信装置で警察無線を傍受していた。新左翼は機動隊に簡単に鎮圧された。もはや自衛隊の治安出動と斬り込み隊・楯の会の出る幕はなく、憲法改正と自衛隊国軍化への道がないことを認識した。
警察と自衛隊との相違を明確化するため、政府（防衛庁）はこのチャンスにあえて政治的に自衛隊を治安出動すべきであると考えていた三島にとって、政府と自衛隊への失望感と怒りは大きく、新宿の街を歩きながら、「だめだよ、これでは。まったくだめだよ」と自暴自棄になったように叫んでいたという。
10月31日、三島邸で開かれた楯の会の班長会議で、10・21が不発に終わったことで今後の計画をどうするかが討議された。第1班班長の森田は、「楯の会と自衛隊で国会を包囲し、憲法改正を発議させたらどうだろうか」と提案するが、武器の調達の問題や、国会会期中などで実行困難と三島は返答した。
11月3日の15時から、国立劇場屋上で楯の会結成一周年パレードが行われた。皇居に向かって君が代を斉唱し、陸上自衛隊富士学校前校長・碇井準三元陸将を観閲者に迎えて、陸上自衛隊富士学校音楽隊がマーチを演奏する中、白地に兜（楯の会の紋章）を赤く染めた隊旗を小川正洋（第7班班長）が掲げ、学生長の森田必勝が先頭になって、84名の会員が4列縦隊で行進した。
女優の村松英子や倍賞美津子が花束を贈呈し、式の最後は隊長・三島と会員一同で前方の皇居に向かって敬礼した。招待客は107人を予定していたが、実際は出席50人となったものの盛会となった。テント張りの来賓席の顔ぶれには、堤清二、虫明亜呂無、林房雄、近衛忠煇、麻生和子、村松剛、村松英子、倍賞美津子、渥美マリ、神津カンナ、篠山紀信、高橋睦郎、ヘンリー・スコット＝ストークスなどもいた。
パレード後の同劇場2階大食堂でのパーティーでは、三島と会員らは、新たに誂えた純白の夏服に着替えていた。東部防衛境界理事長の藤原岩市元陸将、綜合警備保障株式会社専務取締役の三輪良雄元防衛事務次官らが祝辞を述べた後、三島が挨拶に立ち、外国人記者向けに英語でもスピーチした。その後、隊員らはビュッフェスタイルで歓談をする招待客（千宗室、鯨岡阿美子、古波蔵保好など）の間に混じりホスト役となった。
11月16日の佐藤首相訪米阻止闘争も新左翼は再び機動隊に鎮圧されて自衛隊の治安出動は完全に絶望的となった。11月28日、三島は自宅に山本1佐を招いて「最終的計画案」の討議を開くが、山本1佐から具体策が得られず、楯の会の訓練をさらに体系化して長期的構想の下に推進するという抽象的な返答で終わった。
12月8日から4日間、三島は北朝鮮武装ゲリラに対する軍事事情視察のために韓国に赴き、アイヴァン・モリスも同行した。12月中旬に、その報告のため、三島は山本1佐宅を訪問した。
12月22日、楯の会の12月例会が陸上自衛隊習志野駐屯地で開かれ、空挺団で落下傘降下の予備訓練を行なった。飛び降りる前に、出身地、学校名、氏名を叫んでから「初降下、二降下、三降下…」と言いながら飛び降り、落下傘を開くタイミングを計る訓練だった。
訓練後、三島は憲法改正の緊急性を説いた。これに基づいて、阿部勉（1期生）を班長とする「憲法改正草案研究会」（第10班）が楯の会内に組織されることが決まり、毎週水曜日の夜に3時間討議会を実施することとなった。

### 1970年（昭和45年）

#### 最終行動の模索
1970年（昭和45年）正月、山本舜勝1佐や楯の会会員たちが集まった三島邸での新年会で、民間防衛の話に及んだ際、三島が何気なく、「自衛隊に刃を向けることもあり得るでしょうね」と発した。この新年会で楯の会の歌の歌詞コピーが配布された。
1月、中曽根康弘防衛庁長官が記者会見で、「楯の会は宝塚の兵隊である」と発言したことに三島が怒りを表明し、中曽根から三島宅へ直接釈明の電話があった。1月25日、近鉄大飯店白金苑で1月例会が行われ、28日の定例の空手稽古と「サロン・ド・クレール」での会合の後に、楯の会の歌の歌唱練習が行われた。
1月末、三島は前年暮に訪韓した際に世話になった韓国陸軍の元少将Rと山本1佐とを自宅に招いて会食した。Rの辞去後、三島が山本1佐に、「（クーデターを）やりますか！」と問うが、山本1佐は、「やるなら私を斬ってからにして下さい」と返答した。この頃三島は、山本1佐が「硬骨」と評価している自衛隊将校と接触していた。
この頃、木村俊夫官房副長官を通じ、佐藤栄作首相から楯の会に毎月100万円の支援をしたいという申し出があった。いまさらの資金援助申し出に三島は当惑し、戦後体制維持（護憲）の政府からの援助は受けられない立場でもあったので、三島は断った。
2月11日、麻布十番のアオイスタジオで、「起て！ 紅の若き獅子たち」（楯の会の歌）のレコーディングが行われた。27名の隊員が歌唱し、数名のプロ歌手も加わった。この録音の模様をアメリカのNBC放送が取材した。
3月1日から28日まで、第5回の体験入隊が陸上自衛隊富士学校滝ヶ原駐屯地で行われた。この頃から、森田必勝と三島は決起計画を話し合うようになるが、まだ具体策はなかった。この第5回体験入隊で、古屋明（東京外語大学）、篠原学、村田春樹の「尚史会」、福田敏夫（国士舘大学）、金子修一（国士舘大学工学部）、塙徹二（國學院大學）などが5期生となった。
3月8日から14日まで行われた上級者のリフレッシャーコースは、約30数名が参加し、積雪の富士のすそ野を食糧支給なしで、一昼夜不眠不休で行軍するレンジャー訓練だった。行軍の最後に生米と生きたニワトリを渡され、それをさばいて食べ訓練終了となった。
3月末、三島は和服姿で錦袋に入れた日本刀を携え、突然と山本1佐宅を訪問した。三島はその刀を山本1佐に提供して決意を促すつもりのようだったため、山本1佐はあえてその日本刀の話題に触れなかった。帰り際に三島は、「山本1佐は冷たいですな」と言い、「やるなら制服のうちに頼みますよ」と山本1佐は返した。
4月3日、三島は千代田区の帝国ホテルのコーヒーショップにおいて小賀正義（第5班班長）に、4月10日には、自宅に招いた小川正洋（第7班班長）に、「最終行動」に参加する意志があるかどうか打診し、小川も小賀も沈思黙考の末に承諾した。この少し前、森田は最終行動に加えるメンバーを同居している田中健一（3期生）にしようかと模索していた形跡もある。
4月下旬、9年前から購読していた『蓮田善明とその死』（小高根二郎著）の刊行本を携え山本1佐宅を訪問した三島は、「私の今日は、この本によって決まりました」と献呈し、山本1佐に自分の心情を伝えた。
5月6日、三島は「憲法改正草案研究会」のための資料『問題提起』の第1回「新憲法における『日本』の欠落」を会員に配布した。
5月中旬、三島宅に森田必勝、小賀正義、小川正洋が集まり、自衛隊と楯の会が共に武装蜂起して国会に入り、憲法改正を訴えるという「最良の方法」を討議するが、具体的な方法はまだ模索中であった。
6月2日から4日まで、陸上自衛隊富士学校滝ヶ原駐屯地で、上級者のリフレッシャーコースが行われた。この回も食糧を支給されず不眠不休で青木ヶ原樹海を行軍する過酷な訓練だった。実弾射撃だけでなく、爆弾訓練も行われた。
6月11日、三島は「尚史会」の戸塚蛟龍塾に招かれ、『「孤立」のススメ』という講演（座談）を行い、吉田松陰の精神を語った。この講演は同塾の阿部勉（1期生）が文字起こしをして機関誌『青雲』に掲載された。

#### 自衛隊への見切り
6月13日、三島、森田、小賀、小川の4名が港区のホテルオークラ821号室に集合し、これまで接触してきた自衛隊将校らにはもう期待できないことから、自分たちだけで実行する具体的な計画を練り始めた。
自衛隊の弾薬庫を占拠して武器を確保し爆破すると脅す方法か、あるいは東部方面総監を拘束するかして自衛隊員を集結させ、国会占拠・憲法改正を議決させる方法を三島が提案した。討議の結果、楯の会2周年記念パレードに東部方面総監を招き、その際に拘束する案などが検討された。
6月20日、日本武道館で第13回全国空手道選手権大会が開かれ、楯の会会員と三島は基本組手の演武を披露し、三島は森田と演武試合をした。6月29日、市ヶ谷会館で行われた6月例会で、三島は黒板に「coup d'État（クーデター）」と書いた。
6月21日、三島ら4名が千代田区の山の上ホテル206号室に集合した。市ヶ谷駐屯地内のヘリポートを楯の会の体育訓練場所として借用できる許可を得ることに成功した旨が三島から報告され、総監室がヘリポートから遠いことから、拘束相手を32連隊長・宮田朋幸1佐に変更することが提案され全員が賛同した。
7月5日、三島ら4名が山の上ホテル207号室に集合し、決行日を11月の楯の会例会日にすることに決めた。例会後のヘリポートでの訓練中、三島が小賀の運転する車に武器の日本刀を積んで32連隊長室に赴き、宮田連隊長を監禁する手順を決定した。
7月8日、「憲法改正草案研究会」のための資料『問題提起』の第2回「戦争の放棄」が配布され、討議が行われた。7月11日、小賀は三島から渡された現金20万円で中古の41年型白塗りコロナを購入した。7月16日に行われた7月例会で、今後例会後に市ヶ谷駐屯地の敷地内で体育訓練をすることが決まった。
7月下旬、三島ら4名が千代田区紀尾井町のホテルニューオータニのプールで、決起を共にする楯の会メンバーをもう1人増やすことを決め、誰にするか相談した。8月28日、再びホテルニューオータニのプールに集まった4名は、古賀浩靖（第5班副班長）を仲間に加えることを決定した。
9月1日、「憲法改正草案研究会」の帰り、森田と小賀は西新宿にある深夜スナック「パークサイド」に古賀を誘い、「最終計画」を説明し賛同を得た。9月9日、三島は銀座のフランス料理店に古賀を招いて計画の具体案を聞かせ、決行日は11月25日だと語った。
9月10日から12日まで、陸上自衛隊富士学校滝ヶ原駐屯地でリフレッシャーコースが行われた。この頃、三島は約4年近く世話になった滝ヶ原駐屯地へ感謝の言葉を述べつつ、〈二六時中自衛隊の運命のみを憂へ、その未来のみを馳せ、その打開のみに心を砕く、自衛隊について「知りすぎた」男になつてしまつた自分自身の、ほとんど狂熱的心情を自らあはれみもするのである〉と綴った。
9月25日、三島、森田、小賀、小川、古賀の5名が新宿の伊勢丹会館後楽園サウナに集合。三島は楯の会例会の招集方法を変更することを提案し、11月例会には、近親や親戚に自衛隊関係者を持つ者や、就職・結婚が決まっている者を除いた会員に三島が直接連絡することを決めた。
9月30日、「憲法改正草案研究会」のための資料『問題提起』の第3回「『非常事態法』について」が配布され、討議が行われた。10月以降も資料を踏まえた改憲討議が研究会内で進められた。
10月2日、三島ら5名は、銀座の中華料理店「第一楼」に集合。32連隊長を拘束する具体的手順を決め、その際に、ありのままを報道してもらえる信頼できる記者2名を32連隊隊舎前の車中で待たせることも同時に決定した。
10月19日、三島ら5名は10月例会の後、千代田区麹町半蔵門の東条会館で、楯の会の制服を着用して記念撮影を行なった。中央の椅子に三島が座り、その後列左から森田、古賀、小川、小賀が立って撮影された。
10月23日、都内の火葬場（桐ヶ谷斎場）や給電指令所で楯の会の演習が行われた。この演習前に市ヶ谷私学会館に集合した会員の前で、三島は黒板に「coup d'État」と無言で書き、ルート占拠や都市機能をマヒさせるための具体的な場所を示した。
会員たちは、班に分かれて現場の下見に行き、いよいよ楯の会全員でのクーデターが始まるのだと思った。会員の中には、楯の会結成以前から防衛研究所に通い、軍事知識や技術（要人監視・尾行、線路爆破方法）を取得していた者もいた。
下見の後、三島を含む5人が蕎麦屋に行き、1人が箸を三島に渡す時に、三島が右手で受け取りやすいように両手で差し出すのに気づいた三島が、「僕がこの日本に残したいと言っていることはこういうことなんだよ」と、他人に箸を渡す時のちょっとした心遣いの日本人らしさについて語った。
10月27日、三島は前学生だった持丸博と共に約2年半前に作成した血盟状を、劇団浪曼劇場の庭で焼却した。著名した者の多く（元論争ジャーナル組）が脱退したので焼却したい旨を、三島は17日に持丸に伝えていた。しかし、持丸はこれを渡す前に、血盟状のコピーを内密にとっておいた。
血盟状焼却後、六本木の「アマンド」でコーヒーを飲みながら、「お前がやめた後、会の性格が変わったよ。これから（来年から）は会のかたちを変えようと思う。お前も、会のことはよく知っているので、外部からひとつ応援してくれよ」と三島は持丸に言った。

#### 決起へ
11月3日、三島、森田、小賀、小川、古賀の5名は六本木のサウナ「ミスティー」に集合し、檄文と要求項目の原案を検討した。この時、三島は全員自決するという計画を止めさせ、小賀、小川、古賀の3名に生き残こることを命じ、連隊長を自決させないよう護衛する任務を与えた。
小賀ら3名は自分たちも一緒に死にたいと抵抗したが、森田は、「俺たちは、生きているにせよ死んで行くにしろ一緒なんだ、またどこかで会えるのだから」、「（われわれは一心同体だから）あの世で魂はひとつになるんだ」と言った。
三島はその前日の11月2日、森田にも自決を止めるよう説得していたが、「親とも思っている三島先生が死ぬときに、自分だけが生き残るわけにはいきません。先生の死への旅路に、是非私をお供させて下さい」と森田は押し切り、その後の小賀らの「一緒に生きて先生の精神を継ごう」という説得にも決心は揺るがなかった。
11月4日から6日まで、陸上自衛隊富士学校滝ヶ原駐屯地でリフレッシャーコースが行われた。会員たちは鉄道爆破の訓練を受け、爆弾の設置方法などを教わり、実際に線路を爆破して、爆音と共に線路が粉々になるのを見学した。
訓練終了後、三島ら5名は御殿場市内の御殿場館別館で開かれた慰労会で、他の会員や自衛官らと密かに別離を惜しんだ。三島は全員に正座をして酒をついで廻り、「唐獅子牡丹」を歌った。森田は小学唱歌「花」と「加藤隼戦闘隊」、小賀は「白い花が咲くころ」、小川は「昭和維新の歌」「知床旅情」を歌い、古賀は特攻隊員の詩を朗読した。
11月14日、三島ら5名はサウナ「ミスティー」に集合し、32連隊隊舎前で待機させる記者2名をNHK記者・伊達宗克とサンデー毎日記者・徳岡孝夫に決定し、檄文の原案を検討した。11月19日は、伊勢丹会館後楽園サウナ休憩室に集合し、32連隊長拘束後の時間配分などを打ち合わせした。
11月21日、森田が決行当日の11月25日の宮田朋幸32連隊長の在室の有無を確認するため市ヶ谷駐屯地に赴くと、当日32連隊長が不在予定であることが判明した。森田の報告を受け、急遽、中華「第一楼」に集合した5名は協議の末、拘束相手を益田兼利東部方面総監に変更することに決定し、三島はすぐに総監に電話を入れて11月25日午前11時の面会約束をとりつけた。
同日と翌11月22日、森田ら4名は三島から受け取った4千円でロープや垂れ幕用のキャラコ布など必要品を購入し、11月23日と翌24日、 丸の内のパレスホテル519号室に5名は集合し、決起の最終準備（垂れ幕、檄文、鉢巻、辞世の句など）と、一連の行動の予行演習を行なった。
一連の準備が済んだ11月24日の午後、密かに森田は1人で故郷の三重県四日市市に行って亡き父母の墓参りをし、東京にとんぼ返りした。同日の夕方16時頃から、三島ら5名は、新橋の料亭「末げん」で鳥鍋料理の「わ」のコースで最後の会食をした。
20時頃、一同は店を出て、小賀の運転する車で帰宅の途についた。車中三島は、「総監は立派な人だから申し訳ないが目の前で自決すれば判ってもらえるだろう」と言い、もしも総監室に入る前に自衛隊員らに察知され捕まった場合は、5人全員で舌を噛んで死ぬしかないとも話した。
自宅に帰宅した三島は、22時頃に自宅敷地内の両親宅に就寝の挨拶に行った。小川と古賀は、小賀の戸塚の下宿に泊まった。小川は、交際していた女性とこの日入籍したことを2人に告げた。
森田は十二社（西新宿）の小林荘の下宿に帰宅後、同居する田中健一を誘って、近くの食堂「三枝」に行き、明日の例会の市ヶ谷会館で徳岡孝夫と伊達宗克に渡すべき封書2通を託し、田中は黙ってそれを受け取り、必勝と下宿に戻った。
11月25日の午前8時50分頃、小賀、小川、古賀は、小賀の運転するコロナで下宿を出発し、9時頃、新宿西口公園付近の西口ランプ入口で待つ森田と合流し三島邸に向かった。10時13分頃、コロナは三島邸に到着し、日本刀・関孫六とアタッシュケースを携えた三島を助手席に乗せて自衛隊市ヶ谷駐屯地へ向かった（詳細は三島事件を参照）。

#### 例会にいた会員たち
森田必勝から封書2通を託されていた田中健一は、三島のメモの指示通りに「11時」という時刻を厳守し、市ヶ谷会館の玄関受付のところで徳岡孝夫にその封書1通を渡し、もう1通の方は倉田賢司がNHK記者・伊達宗克に渡した。
この日の例会に呼ばれていたのは、田中のほか、篠原裕（1期生）、鶴見友昭（3期生）、西尾俊一（4期生）、井上豊夫（4期生）、谷中俊男（4期生）、金子修一（5期生）、村田春樹（5期生）など約30名だった。
市ヶ谷駐屯地内がパトカーのサイレンで騒がしくなる中、代表の者に取り次いでほしいと市ヶ谷会館にかかってきた電話で、三島らの行動を知った田中と西尾と鶴見は作業服に着替え、隣室にいた約30名の会員にも作業服に着替えるように指示した。
2隊に分かれ突っ込もうかと西尾と田中らは相談し一旦部屋から出て、まもなく戻ると、「先生の指示があるまでしばらく待機せよ」と会員らに命じた。この時、市ヶ谷会館は警察に包囲されていた。部屋にあったラジオで、三島と必勝が割腹自決したニュースを詳しく知った11時45分頃、田中は全員を制服に着替えさせ、会館の玄関前に整列させた。
田中はその時、あとの指揮を鶴見に任せ、特殊警棒を振り回しながら警官隊を突破しようとした。西尾と今井丈美（千葉経済大学、5期生）もそれに続き、3人は公務執行妨害で逮捕された。
残った会員たちは任意同行を求められ、整列して「君が代」を斉唱した後、「天皇陛下万歳」を三唱して、四谷警察署、新宿警察署などにバスで連れて行かれた。各人の取調べは夜22時頃まで続き、夕食に丼物が出された。

### 三島事件後――解散
例会にいなかった他の楯の会会員たちも、その後自宅や大学などに公安警察官や私服の警察官が訪れ、事情聴取のために最寄りの警察署に任意同行された。班長は会員らに余計なことをしゃべらないように緘口令を敷いていた。警察官たちの取調べの口調から、彼らが三島に敬意を抱いていることが察せられたという。
三島の自決と遺言により、楯の会は解散となった。幹部同士で解散するかどうか論争があったが、遺言通りに三島の意志に従った。三島の遺書は、事件翌日11月26日に代々木の聖徳山諦聴寺で営まれた森田の通夜で回し読みされた。楯の会過員一同宛ての遺書は、倉持清宛ての遺書と共に同封されていた。
12月下旬に田中健一、西尾俊一、今井丈美が釈放された。森田の仲間の田中、西尾ら「十二社グループ」が作っていた政治結社「祖国防衛隊」は11月25日をもって解散とすることにし、翌年初頭に警視庁に解散届を出した。
1971年（昭和46年）1月24日に築地本願寺で営まれた三島の葬儀、告別式には、楯の会会員とその家族も列席した。会員らは式場内で楯の会の制服に着替えて参列した。
2月28日、楯の会の解散式が西日暮里の神道禊大教会で行われ、瑤子夫人と75名の会員が出席した。夫人の実家の杉山家が神道と関係が深く、神道禊大教会と縁があったため、解散式の場所に選ばれた。会の制服は各人で保持することになった。
式では関河真克（4期生）の横笛が奏でられ、倉持清が「声明」を読み、〈蹶起と共に、楯の会は解散されます〉という三島の遺言の内容を伝えて解散宣言をした。夫人から出席した会員全員に、三島の使っていたネクタイが贈られた。
4年の実刑が下った小賀正義、小川正洋、古賀浩靖の3人が1974年（昭和49年）10月に仮出所した。出所した古賀は國學院で神道を学び、鶴見神社で神主の資格を取った。古賀を神主として3人で三島・森田の慰霊を始めた所に元会員が集まるようになり、毎年慰霊祭が行われるようになった。その後、元会員相互や平岡家との連絡機関として「三島森田事務所」（MM事務所）が設けられた。
なお、三島が各班長らに渡して、皇居の済寧館に預けられていた日本刀は、勝又武校と伊藤好雄が引き取りに行き、瑤子夫人のはからいで、各班長（倉持清、伊藤好雄、福田敏夫、小賀正義、福田俊作、小川正洋、勝又武校）に形見として渡された。勝又の刀はその後、古賀浩靖に譲られた。
1977年（昭和52年）3月3日、伊藤好雄と西尾俊一が参加した経団連襲撃事件が起こった。瑤子夫人の説得により投降し終結した。
1980年（昭和55年）1月に元会員15名ほどで「蛟龍会」が結組された。同年11月24日、市ヶ谷の私学会館で山本舜勝と元楯の会有志らにより「三島由紀夫烈士及び森田必勝烈士慰霊の十年祭」が開催された。
1986年（昭和61年）11月25日、渋谷の日本神社会館で「三島由紀夫・森田必勝16年祭」が元楯の会会員らにより開催された。

## 会員規約など

### 入会条件
会員の入会条件は皇室を認めることで、主に大学生の中から学生長（持丸博、森田必勝）の一次面接試験で選ばれた者が、三島との面会・承認を得た後、一か月の陸上自衛隊体験入隊での軍事訓練を落伍せずに終了して合格となる。体験入隊費、その期間の食費や戦闘服（作業服、作業帽）・半長靴代などは無料であった。

### 自衛隊での訓練生活
陸上自衛隊富士学校滝ヶ原駐屯地で行われる体験入隊希望者は、新宿駅西口に集合し、小田急ロマンスカーあさぎり号で御殿場駅まで行き、送迎バスで駐屯地に赴く。作業服・作業帽などは個々のサイズに合わせて用意されており、営内で履くサンダルや半長靴も足のサイズに合わせて準備されている。
早速、初日の午後に整列し、三島からの訓示や教官となる自衛隊陸曹の紹介の後、挙手の礼やお辞儀のやり方を習う。入隊者は5名ずつほどの数班に別けられ、すでに会員になっている入隊経験者（学生長や班長）も指導員として付随する。
訓練内容は、基礎体力測定（100メートル走、ソフトボールによる遠投、懸垂、走り幅跳び、50メートルの土嚢運搬、1500メートル走）の他、重い銃を抱えてのランニング、匍匐前進、銃剣道、射撃、塹壕掘り、レンジャー式コンパス行進（一昼夜）、35キロの行軍などであった。
自衛隊での生活は、簡素な鉄製の2段ベッドが並べられた一つの部屋で、班員全員が寝泊まりし、朝6時の起床ラッパで始まり、夜21時に消灯ラッパで就寝となる。一日の訓練が終ると、半長靴をピカピカに磨かなければならない。
朝起きて身支度後、自分でシーツの端を包装紙のように綺麗にベッドメイキングし整えて、6時15分までに集合場所（営庭）し整列点呼する。遅れると罰として腕立て伏せがあり、6時前に早めに起床していても罰となる（寝ている者の迷惑となるため）。突然夜中の3時に非常呼集される時もあり、真夜中に捧げ銃で御殿場駅まで往復6キロの坂道を走る。
食事は、幹部将校用の食堂を使い、風呂も将校用で、一般の自衛官と交流しないように配慮されていた。主食は麦飯で、とろろやマグロの刺身などが出た。
駐屯地内には、旧陸軍の酒保のようなPXという売店兼居酒屋施設があり、中年女性やお婆さんが2、3人いて、ジュークボックスやクリーニング店などもあった。

### 会員の待遇・活動
会員になると、制服、制帽、軍靴、特殊警棒、会員手帳を支給され、毎月1回、市ヶ谷会館などで開かれる定例会合に制服着用で出席することを原則とし、再び自衛隊で毎年3・6・9・11月に行う上級者のリフレッシャーコース（Refresher Course）を受ける権利を持つ。
脱会する者や資格剥奪された者は、制服や会員手帳を返納しなければならない。もしも会員が万引きなどの不祥事を犯した場合や、訓練中に事故で死亡するようなことがあったら、隊長の三島が責任をとって切腹することになっていた。
会員には自衛隊員のような給与はなく無給だが、例会の会場費や講義費、交通費、昼食代（カレーライス）の負担はなく、会の運営は全て三島個人のポケットマネーで賄われていた。
三島が楯の会に注ぎ込んだ費用は、大卒初任給が4万円以下の当時の金額で、年間約1000万円から1200万円、4期生までいった1969年（昭和44年）の年は約2500万円以上と見られている。会員100人の上質な制服代（夏・冬）と制帽代だけでも相当な金額だとされ、三島は堤清二に値引きの〈厚意〉を受けていたと言っていたが、実際にはそうは安くはできないシステムになっていた。
楯の会は1期生から5期生まで約100名の大学生で占められていたが、就職した者や元から社会人だった者も混在していた。会には、学生のみで編成される1班から8班と、社会人のOB班があり、班長・副班長が三島により任命された。
会員は、リフレッシャーコースで体力を鍛えつつ、間接侵略に備えるために遊撃戦の講習などを受けて軍事訓練を向上させた。週に1回水曜日に空手の稽古をし（希望者のみ）、班長クラスの者は毎週木曜日に剣道、居合の稽古を行なった。その稽古の後に夕食を兼ねた班長会議が開かれた。

### 制服・携帯品
制服はオーダーメイドで、入会が認められた会員は池袋の西武百貨店の高級オーダー紳士服売場で各々採寸され、大学初任給とほぼ同額か、それ以上の金額の制服が支給された。採寸中に三島が現われ、「お前たちの死に装束ができあがったなあ。これで命は貰ったぞ、わーはっは」と哄笑したという。
制服のデザインは、ド・ゴールの制服を製作した五十嵐九十九によるものだが、襟の色などの細かい指定や徽章のデザインは三島がしている。
制服の上着とズボンの色はカラシ色の上質羅紗生地で、襟と袖口は緑色の当て布、胸の左右に6個ずつ計12個の金釦、緑色の袖当てにも左右3個ずつ金釦があり、サイドベンツに赤色の組紐が施してある。ズボンには緑色のストライプがある。
ベルトは真鍮製のバックルに白の合成皮革。白手袋を着用する。軍用剣そっくりのアルミ製の飾り短剣を腰に提げていたが、すぐに折れてしまうため、その後に特殊警棒となった。
制帽の形は自衛隊と同形で、色は制服同様のカラシ色である。金色の徽章は兜をモチーフにデザインされたもので、これが楯の会の紋章となる。白い隊旗にもこの徽章が赤く染められ、制服の金釦のデザインにも使われている。
夏服は上下とも純白で、ズボンには金のストライプが2本入っている。制帽も純白で、金色の徽章となる。この夏服は、1970年（昭和45年）5月に行われた東大全共闘と三島の討論会を収録した本の印税（全共闘と折半）で誂えた。
会員には、徽章と「楯の會隊員手帳」と記された縦・11.5×横・6.9センチの黒のビニール表紙の手帳が配布された。
1頁目は、名前・生年月日・住所・学校名（勤務先）を書く「身分証明書」。2頁目は「三島由紀夫の角印」。3頁目は、「一、軍人精神の涵養」「一、軍事知識の体得」「一、軍事技術の錬磨」を掲げた「三原則」。4頁目は「特殊警棒所持規定」。5頁目は「楯の会被服貸与規定」。6 頁目は「楯の会規約草案」。7頁目は隊歌（「起て! 若き紅の獅子たち」）の歌詞が印刷されている。それ以降は白紙のメモ帳が別丁で付いている。

### 隊歌
隊歌は1970年（昭和45年）2月11日に麻布十番のアオイスタジオでレコーディングが行われた。
- EPレコード「起て! 紅の若き獅子たち―楯の会の歌」[214]
  - 1970年（昭和45年）4月29日にクラウンレコードより発売。
  - 作詞：三島由紀夫[215]。作曲・編曲：越部信義。歌唱：三島由紀夫と楯の会。
  - ジャケット写真：三角形に整列した楯の会。
  - ※ B面は「英霊の声―三島由紀夫作『英霊の聲』より」（作曲・編曲：越部信義。朗読：三島由紀夫。竜笛：関河真克（4期生）。演奏：クラウン弦楽四重奏団。題字「英霊の声」（ジャケット）：三島由紀夫）[214]

なお、楯の会の前身の「祖国防衛隊」（Japan National Guard）にも、三島作詞の隊歌があり、「祖国防衛隊」パンフレットの末尾に記されている。

## 備考
友人・知人の紹介を通じ、思想的な繋がりで入会した民族派学生が多かったのは3期生あたりまでで、4期・5期ともなると『平凡パンチ』のグラビアを見て制服や銃に憧れ入会した者も多く、思想的基盤を持たない会員の中には三島事件後、楯の会での活動歴が就職に悪影響を及ぼすことを恐れ、ただちに退会した者もいたという。

## 憲法改正草案研究会
憲法改正の緊急性を説いた三島は、1969年（昭和44年）12月から楯の会会員のうち13人を募り、毎週水曜日に行う第十班「憲法改正草案研究会」（班長・阿部勉）を発足した。
会は、三島が執筆した『問題提起』「（一）新憲法における『日本』の欠落」（1970年5月6日配布）、「（二）戦争の放棄」（1970年7月8日配布）、「（三）非常事態法について」（1970年9月30日配布）を基本資料とし、34回にわたり憲法改正案を起草し続けた。
研究会による一連の議論の記録と憲法改正案から成る「維新法案序」（原稿用紙200枚に及ぶ）は、三島の死後の1971年（昭和46年）2月に完成したが、楯の会は同月28日に解散し、「維新法案序」の一般公開は2003年（平成15年）11月になって初めてなされた。

## 著名な会員一覧
三島由紀夫（隊長）
1925年（大正14年）1月14日生 - 1970年（昭和45年）11月25日没
東京府東京市四谷区永住町2番地（現・東京都新宿区四谷4丁目22番）出身。
持丸博（早稲田大学、初代学生長・1期生・第2班班長） - 退会員
1943年（昭和18年）生 - 2013年（平成25年）9月24日没
茨城県水戸市出身。元日本学生同盟（日学同）、論争ジャーナル副編集長。のち「つくばアソシエイト」設立。2004年（平成16年）に発足の「しきしま会」事務局長。
森田必勝（早稲田大学教育学部、第2代学生長・1期生・第1班班長） - 三島事件
1945年（昭和20年）7月25日生 - 1970年（昭和45年）11月25日没
三重県四日市市大治田町905番地（現・大治田2丁目7-21）出身。元日学同。十二社グループ。
小賀正義（神奈川大学工学部、2期生・第5班班長） - 三島事件
1948年（昭和23年）7月31日生 -
和歌山県有田市千田1279番地出身。生長の家、全国学生自治体連絡協議会。
小川正洋（明治学院大学法学部、3期生・第7班班長） - 三島事件
1948年（昭和23年）5月15日生 - 2018年（平成30年）11月26日没
千葉県山武郡松尾町借毛本郷685番地出身。元日学同。十二社グループ
古賀浩靖（神奈川大学法学部、2期生・第5班副班長） - 三島事件
1947年（昭和22年）8月15日生 -
北海道滝川市字北滝の川862番地出身。生長の家、全国学生自治体連絡協議会。出所後、國學院で神道を学び、神主の資格を取得。生長の家札幌教区の教化部長となった。
伊藤好雄（早稲田大学政経学部、1期生・第6班班長、のち第3班班長） - 経団連襲撃事件
1946年（昭和21年）生 -
東京都中央区日本橋出身。元日学同。のちNPO法人「モンゴル緑化日本協会」常務理事。森田の慰霊祭「野分祭」の祭主担当。「しきしま会」会員。
西尾俊一（国士舘大学政経学部、4期生） - 経団連襲撃事件
1948年（昭和23年）生
茨城県出身。元日学同。十二社グループ。
阿部勉（早稲田大学法学部、1期生・第5班班長、のち第10班「憲法改正草案研究会」班長）
1946年（昭和21年）8月30日生 - 1999年（平成11年）10月11日没
秋田県仙北郡出身。元日学同。尚史会。一水会創立メンバー。古書店「閑人舎」代表。金子弘道や篠原裕に誘われ、愛郷塾に通って橘孝三郎を尊敬。橘孝三郎の孫・塙徹二（国学院大学、5期生）も楯の会に入会していた。
倉持清（早稲田大学政経学部、1期生・第2班班長）
1947年（昭和22年）5月14日生
茨城県出身。尚史会。のち本多清（結婚後に妻の姓となる）。三島事件裁判で証人として立った。のち地球環境問題に取り組む活動家。
村田春樹（早稲田大学政経学部、5期生）
1951年（昭和26年）3月生
東京都杉並区出身。尚史会。のちに維新政党・新風東京都本部国民運動委員長。自治基本条例に反対する市民の会会長、外国人参政権に反対する市民の会東京代表。
伊藤邦典（神奈川大学、1期生）
1948年（昭和23年）生
秋田県出身。生長の家、全国学生自治体連絡協議会。同じ生長の家の鈴木邦男（早稲田大学政経学部）が持丸博に伊藤邦典を紹介したのがきっかけで入会。のち一水会。
田中健一（亜細亜大学法学部、3期生）
1947年（昭和22年）生
福井県出身。元日学同。十二社グループ。田中の血統には、昭和維新運動に挺身し、二・二六事件にも関わった薩摩雄次がいる。楯の会の解散後は故郷の福井県小浜市に戻って農業に従事し、26歳の時に神風連の乱の指導者・太田黒伴雄の曾孫にあたる女性と結婚。誕生した男児に田中は、三島の本名と同じ「公威（きみたけ）」と名付けた。
勝又武校（早稲田大学政経学部、3期生・第8班班長）
1947年（昭和22年）生
尚史会。三島事件裁判で証人として立った。
福田俊作（早稲田大学、3期生・第6班班長）
1946年（昭和21年）生
大阪府出身。尚史会。のちチベット仏教と東洋医学を学び、自然療養施設を開業。
福田敏夫（国士舘大学、5期生・班長）
1948年（昭和23年）生
宮城県仙台市出身。
金子弘道（早稲田大学政経学部、1期生）
1947年（昭和22年）生
茨城県水戸市出身。尚史会。愛郷塾。
篠原裕（早稲田大学法学部、1期生）
1947年（昭和22年）生
茨城県水戸市出身。元日学同。尚史会。愛郷塾。「しきしま会」の事務局長を、持丸博の後を継ぐ形で2012年（平成24年）から務める。
川戸志津夫（社会人、3期生）
1946年（昭和21年）生
東京都出身。
井上豊夫（上智大学法学部、4期生・第6班副班長）
1949年（昭和24年）6月生
石川県金沢市出身。のち重光商事株式会社取締役社長。
万代潔（明治学院大学卒、一期生） - 退会員
論争ジャーナル副編集長。
中辻和彦（明治学院大学卒、一期生） - 退会員
大阪府堺市出身。論争ジャーナル編集長。